# یک تابستان دیوانه
یک تابستان دیوانه (به انگلیسی: One Crazy Summer) فیلمی محصول سال ۱۹۸۶ و به کارگردانی ساویج استیو هالند است. در این فیلم بازیگرانی همچون جان کیوسک، دمی مور، کورتیس آرمسترانگ، باب‌کت گولدث‌ویت، جوئل مورای، ویلیام هیکی، جو فلاهرتی، مارک متکلف، جان ماتوزاک، کیمبرلی فاستر، تام ویلار، جرمی پیون، تیلور نگرون و بیلی برد ایفای نقش کرده‌اند.